# 하루노정 (시즈오카현)
하루노정(春野町)은 시즈오카현 슈치군에 설치되었던 정이다. 
2005년 7월 1일 주변 10개 시정촌과 함께 하마마쓰시에 편입 합병되어 소멸하였다.
2005년 7월 1일 지방자치법 제202조의 4에 근거한 '하루노 지역자치구'가 설치되었다. 동 지역 자치구는 2012년 3월 31일부로 폐지되었다. 2007년 4월 1일 하마마쓰시가 정령지정도시로 이행한 데 따라 덴류구의 일부가 되었다..

## 역사
- 1956년 9월 30일 - 슈치군 이누이정과 구마키리촌이 합병해 하루노정이 되었다.
- 1956년 8월 1일 - 하루노정과 기타노촌이 합병해, 새로운 하루노정이 되었다.
- 2005년 7월 1일 - 하마마쓰시에 편입 합병되어 자치체로서의 하루노정은 소멸하였다. 하마마쓰시 하루노초가 되었다.
- 2007년 4월 1일 - 하마마씨시가 정령지정도시로 승격으로 인해 하마마쓰시 덴류구 하루노초가 되었다.

## 교통
- 국도 제362호선